# Drozdiv, Hoșcea
Drozdiv (în ucraineană Дроздів) este localitatea de reședință a comunei Drozdiv din raionul Hoșcea, regiunea Rivne, Ucraina.

## Demografie
Componența lingvistică a localității Drozdiv
     Ucraineană (98,96%)
     Rusă (1,04%)
Conform recensământului din 2001, majoritatea populației localității Drozdiv era vorbitoare de ucraineană (98,96%), existând în minoritate și vorbitori de rusă (1,04%).